# 1393 en Angleterre
Chronologie de l'Angleterre
- 1389
- 1390
- 1391
- 1392
- 1393
- 1394
- 1395
- 1396
- 1397

Cette page concerne l'année 1393 du calendrier julien.

## Naissances en 1393
- 3 février : Henry Percy, 2e comte de Northumberland
- 21 avril : John Capgrave, hagiographe et théologien
- 6 octobre : Osbern Bokenam, poète
- Date inconnue : 
  - Ralph de Cromwell, 3e baron Cromwell (en)
  - Thomas Morley, 5e baron Morley

## Décès en 1393
- 22 février : John Devereux, 1er baron Devereux
- 21 mai : Robert FitzPayn, noble
- 6 août : John de Ros, 5e baron de Ros
- 30 septembre : Richard Sergeaux, noble
- Date inconnue : 
  - Edmund de Bromfield, évêque de Llandaff
  - Hugues de Calveley, member of Parliament pour le Rutland
  - Henry English, member of Parliament pour le Cambridgeshire
  - John de Karlell, clerc
  - Matilda Penne, négociante
  - William Rougham, universitaire
  - Ralph Trenewith, member of Parliament pour Truro